# مارك هالبرين
مارك هالبرين (بالإنجليزية: Mark Halperin)‏ هو صحفي أمريكي، ولد في 11 يناير 1965 في بيثيسدا في الولايات المتحدة.

## وصلات خارجية
- مارك هالبرين على موقع IMDb (الإنجليزية)
- مارك هالبرين على موقع إن إن دي بي (الإنجليزية)
- مارك هالبرين على موقع قاعدة بيانات الفيلم (الإنجليزية)